# Roman Łakota
Roman Łakota, ps. „Rębacz” (ur. 28 czerwca 1896 w Drożejowicach, zm. 16–19 kwietnia 1940 w Katyniu) – polski działacz niepodległościowy i buchalter, plutonowy rezerwy Wojska Polskiego, ofiara zbrodni katyńskiej.

## Życiorys
Syn Andrzeja i Katarzyny z Nowaków urodzony 28 czerwca 1896 we wsi Drożejowice, w ówczesnym powiecie pińczowskim guberni kieleckiej. Po ukończeniu szkoły powszechnej w Sielcu pracował w urzędach gminnych w woj. kieleckim. W latach 1916–1918 członek Towarzystwa Strzelecko-Sportowego „Piechur” i POW. Od 1918 w Wojsku Polskim. W szeregach 25 pułku piechoty walczył na froncie ukraińskim, a następnie bolszewickim. 
W okresie międzywojennym po demobilizacji otrzymał jako osadnik wojskowy działkę 27 hektarową w Jeżewie, pow. sarneński. Od 8 października 1932 pracował magistracie miasta Sarny na stanowisku kierownika rachuby.
W kwietniu 1940 przebywał w Obozie NKWD w Kozielsku. Między 15 a 17 kwietnia 1940 został przekazany do dyspozycji naczelnika Zarządu NKWD Obwodu Smoleńskiego (lista nr 029/4 z 13 kwietnia 1940). Między 16 a 19 kwietnia 1940 został zamordowany w Katyniu i tam pogrzebany. 25 maja 1943 ekshumowany przez Niemców i rozpoznany jako osoba cywilna. Od 28 lipca 2000 spoczywa na Polskim Cmentarzu Wojennym w Katyniu.

## Ordery i odznaczenia
- Krzyż Srebrny Orderu Virtuti Militari nr 1628 – 28 lutego 1921[3][4]
- Medal Niepodległości – 27 czerwca 1938[a]
- Odznaka pamiątkowa Polskiej Organizacji Wojskowej